# Condado de Sayn
Sayn fue un pequeño condado alemán del Sacro Imperio Romano Germánico que, durante la Edad Media, existió dentro de lo que hoy es Renania-Palatinado.
Han existido dos Condados de Sayn. El primero emergió en 1139 y estuvo estrechamente asociado con el Condado de Sponheim desde el principio de su existencia. El Conde Enrique II fue notable por ser acusado de orgías satánicas por el Gran Inquisidor de la Iglesia alemana, Conrad von Marburg, en 1233. Enrique fue absuelto por una asamblea de obispos en Maguncia, pero Conrad rechazó aceptar el veredicto y abandonó Maguncia. Se desconoce si fueron los Caballeros de Enrique quienes mataron a Conrad en su retorno a Turingia; la investigación fue de hecho aparcada debido a la crueldad de Conrad y las pocas simpatías que tenía, a pesar de que el Papa Gregorio ordenó que sus asesinos fuera castigados. Con la muerte de Enrique en 1246, el Condado pasó a los Condes de Sponheim-Eberstein y de estos a Sponheim-Sayn en 1261.
El segundo Condado de Sayn emergió como partición de Sponheim-Sayn en 1283 (siendo la otra partición Sayn-Homburg). Fue notable por sus numerosos co-reinos, y perduró hasta 1608 cuando fue heredado por los Condes de Sayn-Wittgenstein-Sayn. Una falta de herederos claros de Guillermo III de Sayn-Wittgenstein-Sayn llevó a la anexión temporal de los territorios condales por el Arzobispo de Colonia hasta que se decidió la sucesión. En 1648 tras la Guerra de los Treinta Años, el Condado fue dividido entre Sayn-Wittgenstein-Sayn-Altenkirchen y Sayn-Wittgenstein-Hachenburg.

## Condes de Sayn (1139-1246)
- Eberardo I (1139-1376)
- Enrique I/II (1176-1203) con…
- Eberardo III (1176-1202) con…
- Enrique II/III (1202-1246)
- Godofredo II/III, Conde de Sponheim (Regente, 1181-1220)
- Juan I, Conde de Sponheim-Starkenburg (Regente, 1226-1246)

## Condes de Sayn (1283-1608)
- Juan I (1283-1324)
- Juan II (1324-59)
- Juan III (1359-1403)
- Gerardo I (1403-19)
- Teodoro (1419-52)
- Gerardo II (1452-93)
- Gerardo III (1493-1506) con…
- Sebastián I (1493-98) con…
- Juan IV (1498-1529)
- Juan V (1529-60) con…
- Sebastián II (1529-73) con…
- Adolfo (1560-68) con…
- Enrique IV (1560-1606) con…
- Germán (1560-71)
- Ana Isabel (1606-08)